# トロイアの木馬

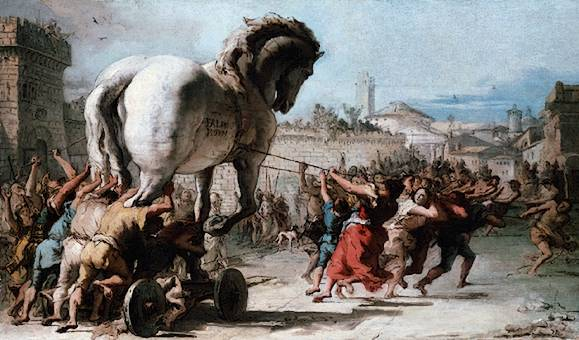
『トロイアの木馬の行進』、ジョヴァンニ・ドメニコ・ティエポロ画

トロイアの木馬（トロイアのもくば：英　Trojan Horse またはトロイの木馬・トロヤの木馬）は、古代ギリシアの伝承に語られてきたトロイア戦争において、ギリシア連合軍がトロイアを攻め滅ぼすきっかけになったとされる中空の巨大な木馬。
ギリシア側は、この「木馬」内部に兵士らをひそませて敵方トロイアの城壁外に放置、トロイア側が油断してこれを城内に引き入れると、人々が寝静まったころ中から兵士が現れて城壁を開け放ったため城は容易に陥落し、10年来続いたトロイア戦争は終結した、と伝えられた。
トロイアは現在のトルコの小アジア北西端（アナトリア）にある先史時代の遺跡都市で、木馬に関する伝承はウェルギリウス『アエネーイス』とホメロス『オデュッセイア』を主な典拠とする。
このような伝承から転じて、内通者などを忍び込ませて巧妙に相手をおとしいれる罠を「トロイの木馬」と呼ぶ慣用句がつくられ、とくに悪意をもってパソコンへ侵入するコンピューター・プログラムを指して用いられる。

## 伝承

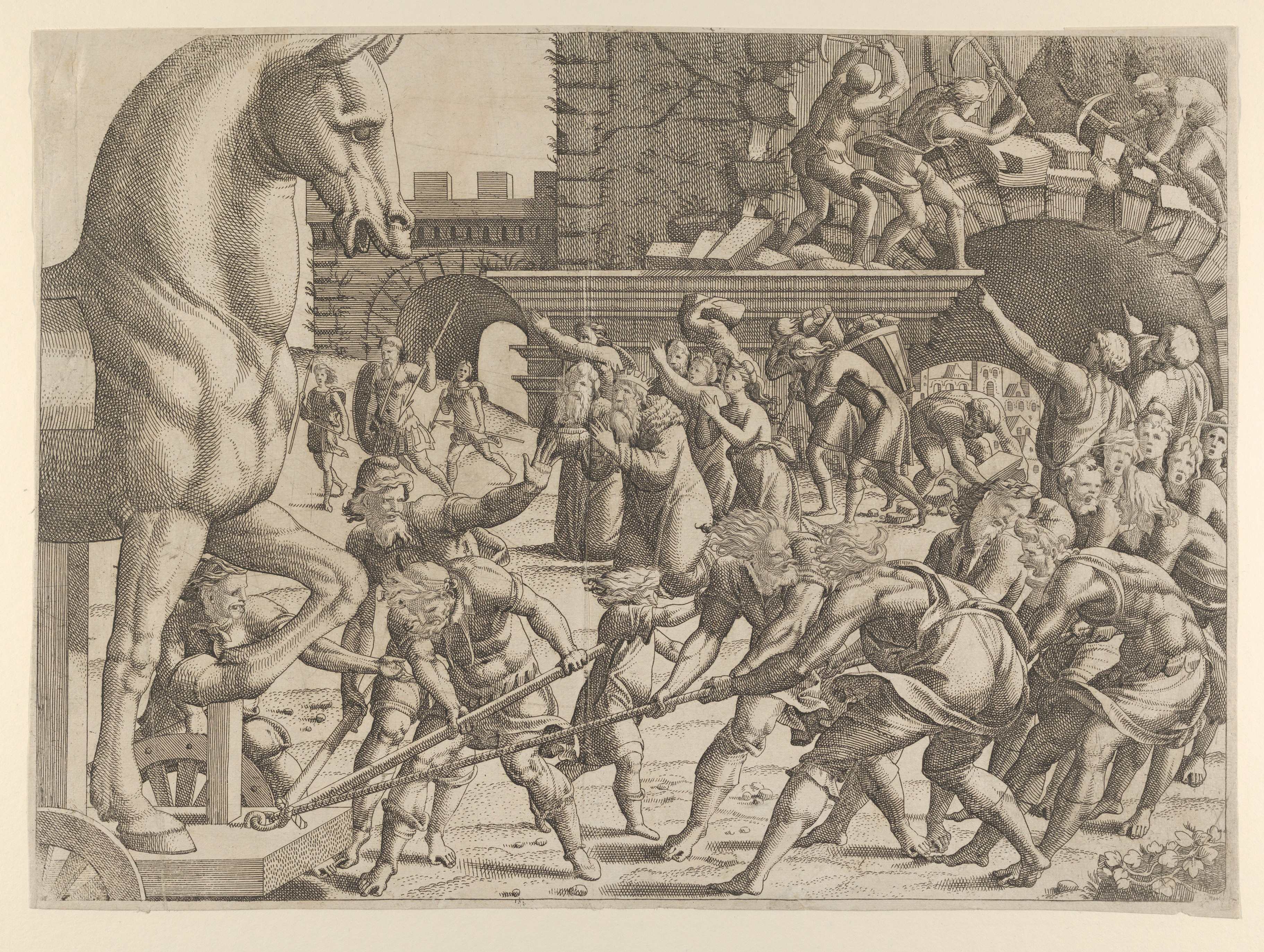
木馬が城へ引きこまれる様子を描いた16世紀の木版画。

トロイア戦争において、ギリシア勢の攻撃が手詰まりになってきたとき、オデュッセウスが木馬を作って人を潜ませ、それをイーリオス市内に運び込ませることを提案した。
参加して日の浅いネオプトレモスとピロクテーテースは戦いに飢えていたので反対したが、戦いに倦んでいた他の諸将は賛成した。これはトロイア戦争の始まる前、3つの神託がギリシア勢に下されたためである。
その神託とは、ネオプトレモスの戦争への参加、イーリオスにあるアテーナー神殿にある神像（パラディオン）がトロイアの外に持ち出されること、イーリオス城正門の鴨居が壊されることで、この3つが果たされなければイーリオス城が陥落することは無いとのものであった。
この時点でネオプトレモスは戦争に参加していたため、オデュッセウスとディオメーデースがパラディオンを盗み出し、巨大な木馬を製作して、トロイア人がこれを城内に入れる際、自ら進んで門を破壊するよう仕向ける事にしたのである。
このため、強くはなくとも大工の技に長けていたエペイオスが木馬の製作を指揮することとなった。エペイオスはイーデー山から木を切り出させ（自軍の船の木材を転用したとも）それを材料に木馬を組み立てた。木馬作成の過程は、トリピオドーロスの『トロイア落城』に最も詳しく書かれている。

### 木馬の完成
木馬が完成すると、ネオプトレモス、メネラーオス、オデュッセウス、ディオメーデース、ピロクテーテース、小アイアースらが乗り込み、最後にエペイオスが乗り込んで扉を閉じた。木馬をイーリオス市内に運び込ませるためには、トロイア人に顔を知られていない者が1人で残り、敵を欺く必要があった。この役にはシノーンが立候補した。残りのギリシア勢は寝泊りしていた小屋を焼き払い、船で近くのテネドス島に移動した。

### トロイアの滅亡

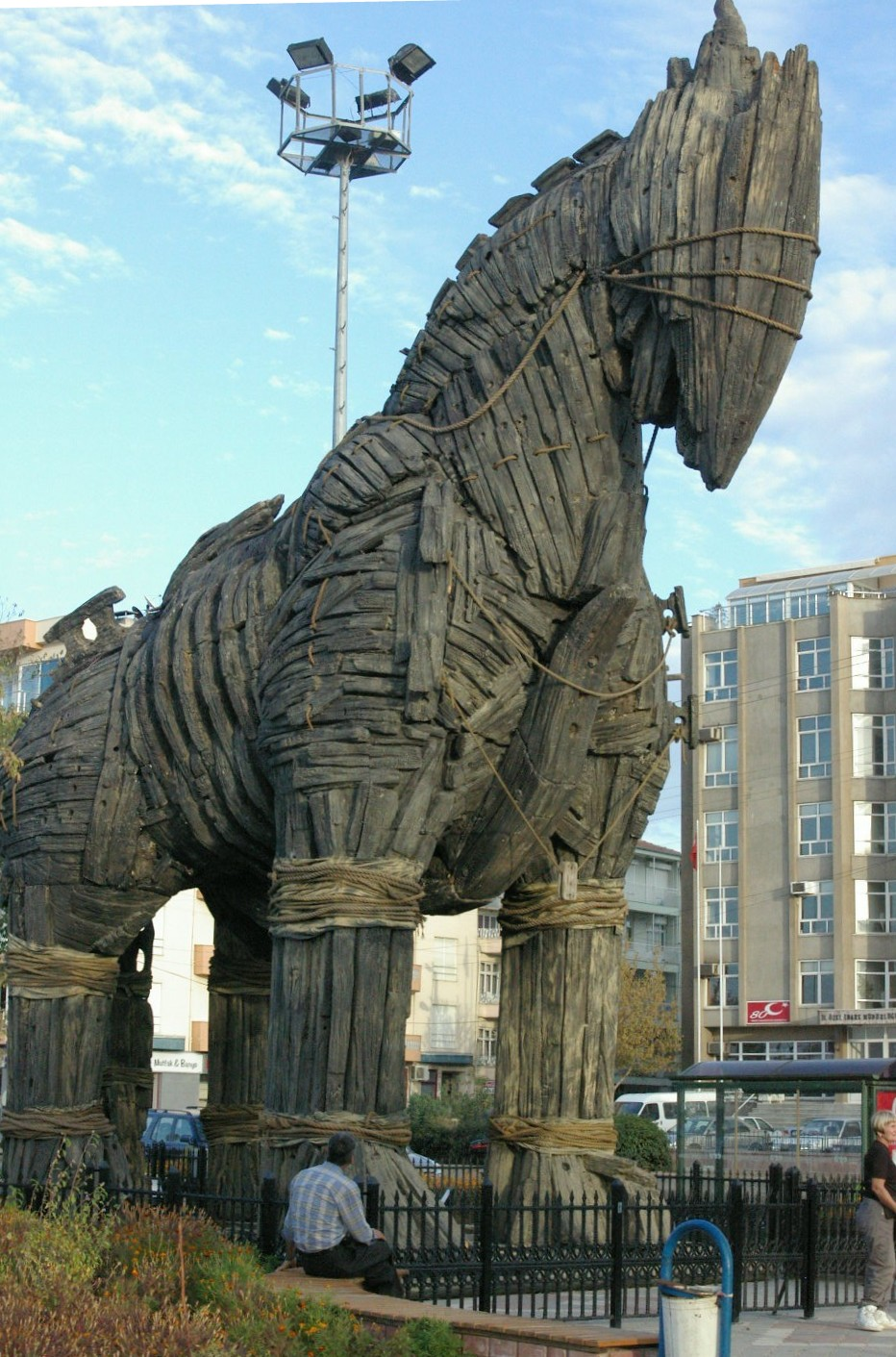
映画『トロイ』に登場した木馬。現在はイーリオスに近いチャナッカレ（トルコ）に展示されている

夜が明けると、トロイア人は、ギリシア人が消えうせ、後に木馬が残されていることに気がついた。ギリシア人が去って勝利がもたらされたと信じたトロイア人は、市内から出てきて木馬の周りに集まり、シノーンを発見した。
トロイア人たちはシノーンを拷問し、ギリシア人の行方や木馬の作られたいきさつを問いただしたが、シノーンは正しいことを言わず、「ギリシア人は逃げ去った。木馬はアテーナーの怒りを鎮めるために作ったものだ。そして、なぜこれほど巨大なのかといえば、この木馬がイーリオス城内に入ると、この戦争にギリシア人が負けると予言者カルカースに予言されたためである」としてトロイア人を欺き通した。
欺かれたトロイア人たちは木馬を引いて市内に運び込んだ。ラーオコオーンとカッサンドラーが市民たちをいさめ、木馬に槍を投げつけた。その直後、海から2匹の大蛇が現れ、ラーオコオーンとその二人の息子をくびり殺したため、市民たちは考えを変えた。門は木馬を通すには狭かったので、壊して通した。そして、アテーナーの神殿に奉納した。トロイア人はその後、市を挙げて宴会を開き、人々が寝静まり、守衛さえも手薄になっていた。
それを好機と木馬からオデュッセウスたちが出てきた。そして計画どおり松明でテネドス島のギリシア勢に合図を送り、彼らを引き入れた。その後ギリシア勢はイーリオス市内をあばれまわった。酔って眠りこけていたトロイア人たちは反撃することができず、アイネイアースなどの例外を除いて討たれてしまった。トロイアの王プリアモスもネオプトレモスに殺され、ここにトロイアは滅亡した。

## トロイの木馬
上記のような伝承にもとづいて、無害なプログラムを装ってパソコンに侵入してさまざまな攻撃を行うプログラム（マルウェア）の一種を「トロイの木馬」と呼ぶ。
画像や文書ファイル、無料配布アプリなどのプログラムに偽装し、ユーザーの警戒をすりぬけてダウンロードさせることが多いため、この呼び名がある。
コンピューターウイルスとは異なり、感染先のファイルを必要とせず自己複製も行わない。「論理爆弾」や「バックドア型」などさまざまな種類が広まっている。